# Jimmy Walker (politico)
James John Walker (New York, 19 giugno 1881 – New York, 18 novembre 1946) è stato un politico statunitense, 97° sindaco di New York.